# Cincinnati Open 1982
Il Cincinnati Open 1982 è stato un torneo di tennis. È stata l'81ª edizione del Cincinnati Open, che fa parte del Volvo Grand Prix 1982. Il torneo si è giocato a Cincinnati in Ohio negli USA dal 16 al 22 agosto 1982 su campi in cemento.

## Campioni

### Singolare
Ivan Lendl ha battuto in finale  Steve Denton con il punteggio di 6–2, 7–6

### Doppio
Peter Fleming /  John McEnroe hanno battuto in finale   Steve Denton /  Mark Edmondson con il punteggio di 6–2, 6–3